# 桜桃の味
『桜桃の味』（おうとうのあじ、ペルシア語: طعم گيلاس Ta'm-e-Gīlāss、英語: Taste of Cherry）は1997年のイラン映画。アッバス・キアロスタミ監督・製作・脚本による。
第50回カンヌ国際映画祭において今村昌平監督の『うなぎ』と共に作品賞に相当するパルム・ドールを受賞した作品である。スティーヴン・ジェイ・シュナイダーの『死ぬまでに観たい映画1001本』に掲載されている。

## ストーリー
主人公の中年男性・バディは、報酬とひきかえに自殺に協力してくれる人を探して四輪駆動車でテヘラン近郊を彷徨っている。道中でバディは、クルド人の若い兵士、アフガニスタン出身の神学生、トルクメン人の剥製師と次々に出会い、彼らに依頼を持ちかける。3人ともそれぞれ異なる理由でバディの申し出を断るが、剥製師は最終的には引き受ける。
バディが計画した自殺の仕方は、バディが山に掘った穴に夜のうちに横たわり、依頼相手が朝6時に来て声をかけ返事があれば助け起こし、なければ土をかけるというものである。
続いて、現地で映画スタッフらしき人と談笑するバディ役の俳優や、撮影現場にランニングしてくる若い兵士らの姿が画面に現れる。

## キャスト
- ホマユン・エルシャディ
- アブドルホセイン・バゲリ